# Változtatható nyilazású szárny

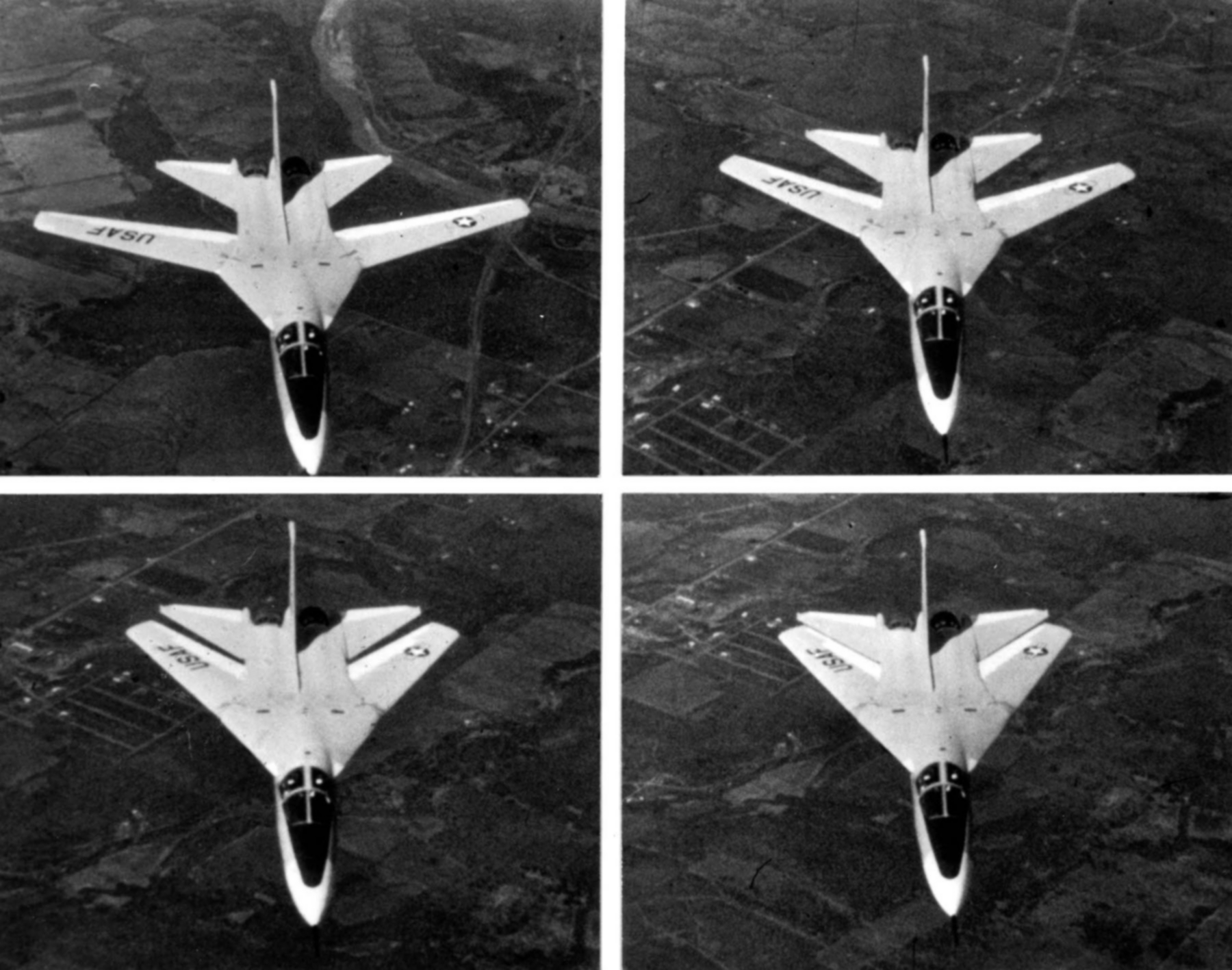
F–111A Aardvark szárnya teljesen előrenyilazott (balra fent), teljesen hátranyilazott (jobbra lent), és köztes helyzetekben

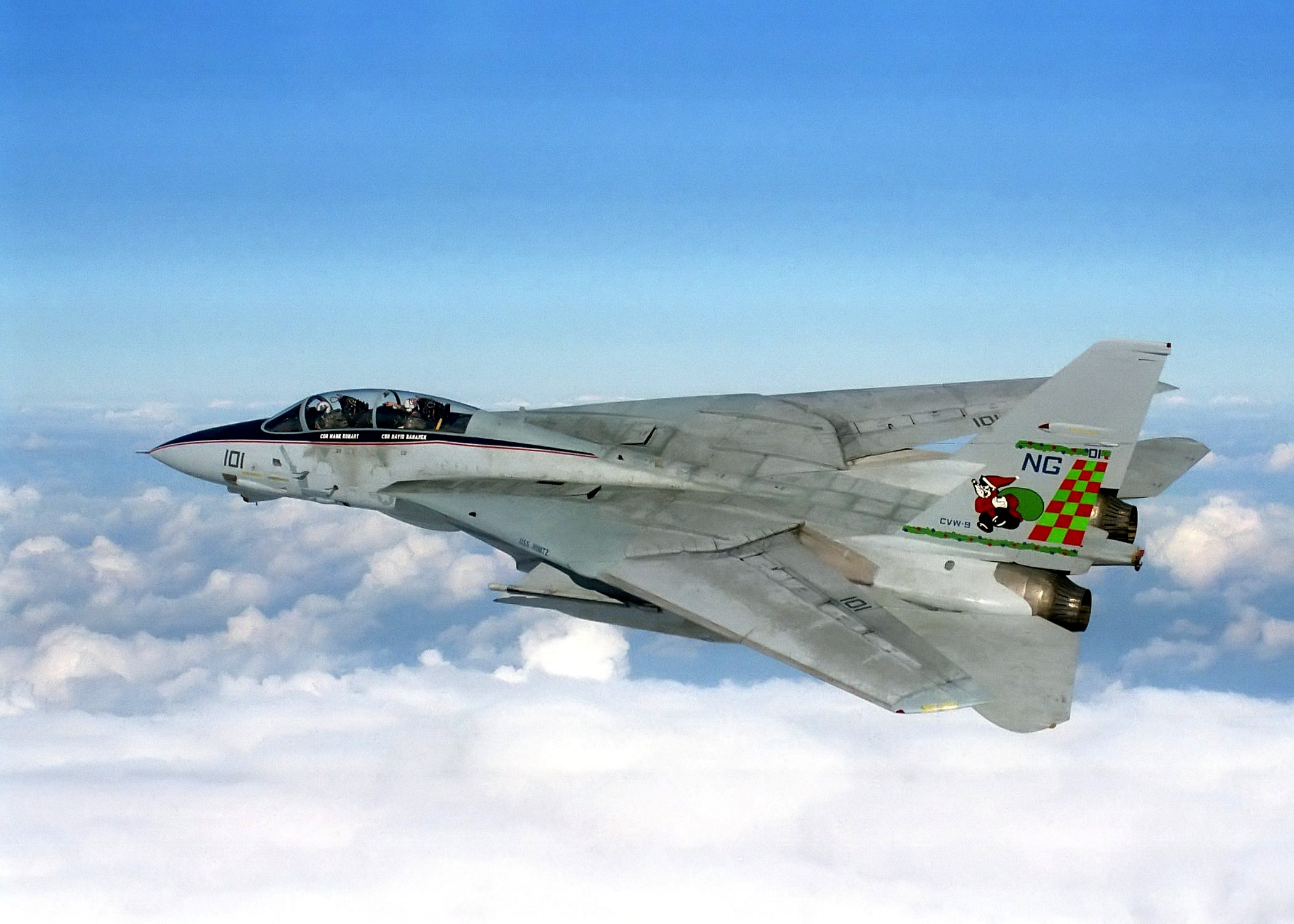
F–14 Tomcat Irak felett a Southern Watch hadművelet közben, teljesen hátranyilazott szárnyakkal

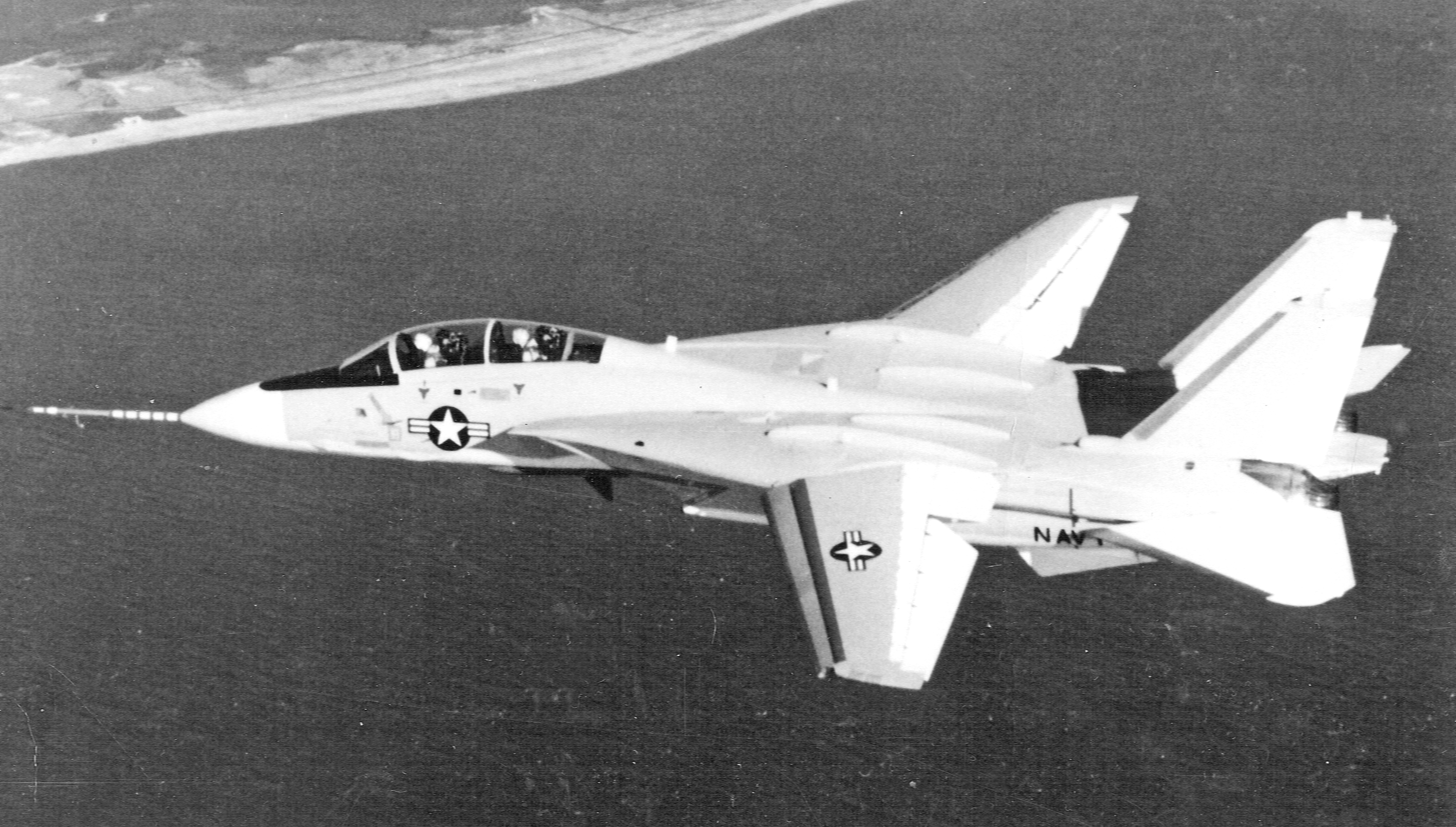
A Tomcat YF–14A prototípusa teljesen előrenyilazott szárnyakkal

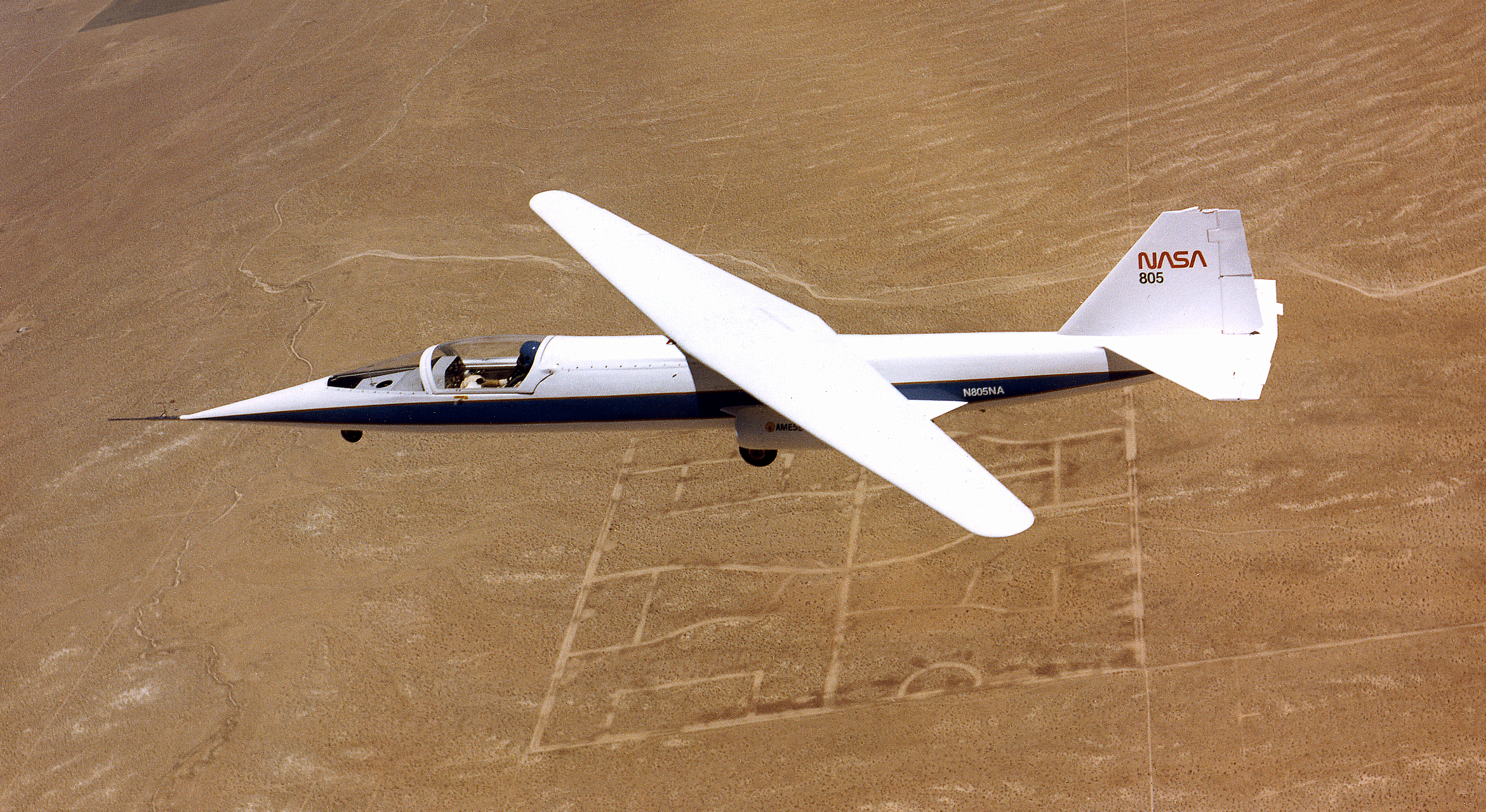
A NASA AD–1 jelű, aszimmetrikusan változtatható szárnynyilazású kísérleti repülőgépe

A változtatható nyilazású szárny (vagy variaszárny) olyan repülőgépszárny, amelynél a szárny nyilazási szöge repülés közben előre-hátra állítható. Az erősen hátranyilazott szárny a nagy sebességű repülésnél, a kis nyilazási szög a kis sebességeken (jellemzően le- és felszállásnál) használatos. A gyakorlatban kizárólag szuperszonikus katonai repülőgépeken alkalmazzák.
Egy bonyolult szerkezet segítségével – nagy keménységű acélötvözetből készült forgócsapokon (ált. 2 db, oldalanként egy-egy db) – állítják a félszárnyak nyilazási szögét, lehetővé téve az üzemanyag-takarékos kis sebességű repülést és a szuperszonikus tartományok elérését egyazon repülőgéppel. Jellemzően a harmadik generációs harci repülőgépek szerkezete. Egyszerűbb megvalósítása esetén a félszárnyakat néhány, előre meghatározott nyilazási szögben lehet rögzíteni, a fejlettebb repülőgépeknél (például F–14 Tomcat) a repülőgép a félszárnyak minden nyilazási szögénél jelentős korlátozások nélkül repülhető, illetve az optimális nyilazási szöget a fedélzeti számítógép számítja ki és állítja be folyamatosan. A fegyverfelfüggesztő csomópontok félszárnyak alá helyezése viszonylag bonyolult, ezért ezt csak néhány repülőgépen (Panavia Tornado, F–111) alkalmazzák.
Visszatekintve ez a bonyolult konstrukció kudarcnak tekinthető, hiszen az ilyen kivitelben épült típusok: Mirage G, F–14, F–111, Tornado, MiG–23, MiG–27, Szu–17/20/22, Szu–24, B–1, Tu–22M, Tu–160 harci gépek nem tudtak szélesebb körben elterjedni magas beszerzési áruk és költséges fenntartásuk miatt, illetve repülési tulajdonságaik is elmaradtak az 1970-es évek második felétől megjelenő elektronikus kormányvezérlésű, trapézszárnyas és kacsa-elrendezésű új gépektől. A Boeing cég egyedüliként tervezett varia-szárnyú utasszállító repülőgépet (Project SST), ez azonban soha sem valósult meg.
Az aszimmetrikusan változtatható nyilazású szárny esetében egy egyenes szárny van a törzshöz egyetlen forgócsappal rögzítve, így a szárny elfordításával az egyik oldalon előre- a másikon hátranyilazott szárny jön létre. Ez szerkezetileg lényegesen egyszerűbb kialakítást tesz lehetővé, de bonyolult aerodinamikája miatt csak a kísérletekig jutottak el vele.